# Peter Sellers and the Hollywood Party
I Peter Sellers and the Hollywood Party sono un gruppo folk rock psichedelico italiano attivo nella seconda metà degli anni ottanta ricostituitosi nel 2013. Il nome del gruppo omaggia il famoso attore e uno dei suoi film più conosciuti, Hollywood Party.

## Storia
È stato fondato da Stefano Ghittoni, Tiberio Longoni e Antonio Loria nel 1985.  Dopo una prima cassetta autoprodotta Peter Sellers Is Living con un lato live e uno in studio pubblicano nel 1987 per la Toast Records l'album eponimo.
Nel 1988 Ghittoni si dedica al progetto parallelo dei Subterranean Dining Rooms.
Nel 1989 il gruppo pubblica l'album To Make a Romance out of Swiftness. Il suono è meno ostico dell'album precedenti e più vicino a un rock più mainstream.
Nel 1991 il gruppo si scioglie, Stefano Ghittoni entra negli Outoff Body Experience.
Nel 2013 il gruppo si riunisce e pubblica l'EP In the City remixato da Tommaso Colliva dei Calibro 35.

## Discografia

### Album in studio
- 1987 - Peter Sellers and the Hollywood Party (Toast Records)
- 1989 - To Make a Romance out of Swiftness (Apples and Oranges)

### EP
- 2014 - In the City (Apples and Oranges)